# Коломацька селищна рада
Коло́мацька се́лищна ра́да — орган місцевого самоврядування в Коломацькому районі Харківської області. Адміністративний центр — селище міського типу Коломак.

## Загальні відомості
- Коломацька селищна рада утворена в 1959 році.
- Територія ради: 105,908 км²
- Населення ради: 4 057 осіб (станом на 2001 рік)
- Територією ради протікає річка Коломак.

## Населені пункти
Селищній раді підпорядковані населені пункти:
- смт Коломак
- с. Новоіванівське

### Зниклі населені пункти
- c. Мала Кисівка
- c. Тернічкова Балка

## Склад ради
Рада складається з 20 депутатів та голови.
- Голова ради: Бабець Володимир Іванович
- Секретар ради: Обихвост Олена Павлівна

### Керівний склад попередніх скликань
| Прізвище, ім'я, по батькові   | Основні відомості                                                       | Дата обрання | Дата звільнення |
| ----------------------------- | ----------------------------------------------------------------------- | ------------ | --------------- |
| Кокая Костянтин Костянтинович | Селищний голова, 1949 року народження, член Української Народної Партії | 26.03.2006   | 31.10.2010      |
| Бабець Володимир Іванович     | Селищний голова, 1961 року народження, освіта вища, безпартійний        | 31.10.2010   |                 |

Примітка: таблиця складена за даними сайту Верховної Ради України

### Депутати
За результатами місцевих виборів 2010 року депутатами ради стали:

#### За суб'єктами висування
| Суб'єкт висування                                       | Кількість обраних депутатів | %  |
| ------------------------------------------------------- | --------------------------- | -- |
| Партія регіонів                                         | 15                          | 75 |
| Політична партія Всеукраїнське об'єднання «Батьківщина» | 4                           | 20 |
| Політична партія «Сильна Україна»                       | 1                           | 5  |

#### За округами
| № округу                                                | Прізвище, ім'я, по батькові     | Дата визнання обраним | Освіта  | Партійна приналежність                        | Відомості про обраного депутата                             |
| ------------------------------------------------------- | ------------------------------- | --------------------- | ------- | --------------------------------------------- | ----------------------------------------------------------- |
| Партія регіонів                                         |                                 |                       |         |                                               |                                                             |
| 2                                                       | Каторгіна Інна Володимирівна    | 01.11.2010            | вища    | член Партії регіонів                          | Управлінняпенсійного фонду у Коломацькому районі, начальник |
| 3                                                       | Кісь Микола Михайлович          | 01.11.2010            | вища    | член Партії регіонів                          | Цех електрозв'язку № 3 «Укртелекому», начальник             |
| 4                                                       | Андрійченко Роман Анатолійович  | 01.11.2010            | вища    | член Партії регіонів                          | ВАТ «Новоіванівський цукровий завод», охоронець             |
| 6                                                       | Сінельник Юрій Павлович         | 01.11.2010            | вища    | член Партії регіонів                          | Коломацька селищна рада, спеціаліст І категорії             |
| 7                                                       | Обихвост Олена Павлівна         | 01.11.2010            | вища    | член Партії регіонів                          | Коломацька селищна рада, секретар                           |
| 8                                                       | Сидоренко Олександр Олексійович | 01.11.2010            | вища    | член Партії регіонів                          | пенсіонер                                                   |
| 9                                                       | Павлюченко Віктор Олександрович | 01.11.2010            | вища    | член Партії регіонів                          | Районна дільниця Валківського райавтодору, робітник         |
| 10                                                      | Набока Дмитро Олександрович     | 01.11.2010            | вища    | член Партії регіонів                          | Коломацька РДА, інспектор держнагляду                       |
| 11                                                      | Обихвост Тетяна Володимирівна   | 01.11.2010            | вища    | член Партії регіонів                          | Коломацька РДА, начальник відділу економіки                 |
| 12                                                      | Павинський Анатолій Іванович    | 01.11.2010            | вища    | член Партії регіонів                          | Райвідділ держкомзему, спеціаліст                           |
| 13                                                      | Булавчик Віталій Анатолійович   | 01.11.2010            | вища    | член Партії регіонів                          | приватний підприємець                                       |
| 15                                                      | Сизонов Володимир Миколайович   | 01.11.2010            | вища    | член Партії регіонів                          | Коломацьке РВЕ АК «Обленерго», майстер                      |
| 16                                                      | Карамишева Любов Іванівна       | 01.11.2010            | вища    | член Партії регіонів                          | Коломацький РВ УМВС, головний бухгалтер                     |
| 17                                                      | Тимченко Людмила Сергіївна      | 01.11.2010            | вища    | член Партії регіонів                          | Коломацька СЕС, головний державний санітарний лікар         |
| 18                                                      | Конєва Валентина Іванівна       | 01.11.2010            | вища    | член Партії регіонів                          | Новоіванівський ДНЗ, завідувачка                            |
| Політична партія Всеукраїнське об'єднання «Батьківщина» |                                 |                       |         |                                               |                                                             |
| 5                                                       | Дерюгін Сергій Петрович         | 01.11.2010            | вища    | член Всеукраїнського об'єднання «Батьківщина» | ВАТ «Новоіванівський цукровий завод», юрист                 |
| 14                                                      | Буяло Віктор Кирилович          | 01.11.2010            | вища    | член Всеукраїнського об'єднання «Батьківщина» | пенсіонер                                                   |
| 19                                                      | Рикова Ніна Михайлівна          | 01.11.2010            | вища    | член Всеукраїнського об'єднання «Батьківщина» | ВАТ «Новоіванівський цукровий завод», вагар                 |
| 20                                                      | Семенко Людмила Миколаївна      | 01.11.2010            | середня | член Всеукраїнського об'єднання «Батьківщина» | тимчасово не працює                                         |
| Політична партія «Сильна Україна»                       |                                 |                       |         |                                               |                                                             |
| 1                                                       | Олійник Світлана Василівна      | 01.11.2010            | вища    | член Політичної партії «Сильна Україна»       | Різуненківська сільська рада, землевпорядник                |